# Liga del Fútbol Profesional Boliviano 2009
La Liga del Fútbol Profesional Boliviano 2009 è stata la 33ª edizione della massima serie calcistica della Bolivia, ed è stata vinta dal Bolívar nel torneo di Apertura e dal Blooming nel Clausura.

## Formula
Il torneo di Apertura si svolge in un girone unico; il Clausura invece divide i partecipanti in due gruppi, che permettono ai primi tre classificati di disputare i quarti di finale.

## Torneo Apertura
| Pos. | Squadra           | Pt | G  | V  | N | P  | GF | GS | DR  |
| ---- | ----------------- | -- | -- | -- | - | -- | -- | -- | --- |
| 1.   | Bolívar           | 40 | 22 | 11 | 7 | 5  | 36 | 22 | +14 |
| 2.   | Real Potosí       | 39 | 22 | 11 | 6 | 5  | 45 | 31 | +14 |
| 3.   | San José          | 35 | 22 | 11 | 2 | 9  | 53 | 35 | +18 |
| 3.   | Oriente Petrolero | 35 | 22 | 10 | 5 | 7  | 33 | 30 | +3  |
| 5.   | Univ. Sucre       | 33 | 22 | 11 | 3 | 8  | 38 | 27 | +11 |
| 6.   | The Strongest     | 32 | 22 | 9  | 5 | 8  | 36 | 35 | +1  |
| 6.   | La Paz            | 32 | 22 | 9  | 5 | 8  | 38 | 39 | -1  |
| 8.   | Nacional Potosí   | 28 | 22 | 7  | 7 | 8  | 36 | 40 | -4  |
| 9.   | Blooming          | 27 | 22 | 7  | 6 | 9  | 24 | 32 | -8  |
| 10.  | Aurora            | 26 | 22 | 7  | 5 | 10 | 26 | 33 | -7  |
| 11.  | Wilstermann       | 17 | 22 | 3  | 8 | 11 | 22 | 38 | -16 |
| 11.  | Real Mamoré       | 17 | 22 | 4  | 5 | 13 | 25 | 50 | -25 |

### Verdetti
- Bolívar campione dell'Apertura
- Bolívar in Coppa Libertadores 2010
- San José in Copa Sudamericana 2010

### Classifica marcatori
| Gol |  |  | Giocatore                | Squadra           |
| --- |  |  | ------------------------ | ----------------- |
| 13  |  |  | Álex da Rosa             | San José          |
| 11  |  |  | Luis Sillero             | Univ. Sucre       |
| 8   |  |  | William Ferreira         | Bolívar           |
| 7   |  |  | Christian Maciel         | Real Potosí       |
| 6   |  |  | Christian Jesús Reynaldo | Nacional Potosí   |
| 6   |  |  | Joselito Vaca            | Oriente Petrolero |
| 6   |  |  | Aquilino Villalba        | Bolívar           |
| 6   |  |  | Gerardo Yecerotte        | Real Potosí       |

## Torneo Clausura

### Prima fase

#### Gruppo A
|  | Pos. | Squadra         | Pt | G  | V | N | P | GF | GS | DR  |
|  | ---- | --------------- | -- | -- | - | - | - | -- | -- | --- |
|  | 1.   | Bolívar         | 25 | 12 | 7 | 4 | 1 | 25 | 13 | +12 |
|  | 2.   | Univ. Sucre     | 18 | 12 | 5 | 3 | 4 | 11 | 13 | -2  |
|  | 2.   | Blooming        | 18 | 12 | 5 | 3 | 4 | 16 | 19 | -3  |
|  | 4.   | San José        | 15 | 12 | 3 | 6 | 3 | 24 | 17 | +7  |
|  | 4.   | Wilstermann     | 15 | 12 | 4 | 3 | 5 | 14 | 15 | -1  |
|  | 6.   | Nacional Potosí | 8  | 12 | 2 | 2 | 8 | 10 | 21 | -11 |

#### Gruppo B
|  | Pos. | Squadra           | Pt | G  | V | N | P | GF | GS | DR |
|  | ---- | ----------------- | -- | -- | - | - | - | -- | -- | -- |
|  | 1.   | Real Potosí       | 22 | 12 | 7 | 1 | 4 | 23 | 14 | +9 |
|  | 2.   | The Strongest     | 21 | 12 | 6 | 3 | 3 | 19 | 15 | +4 |
|  | 3.   | Oriente Petrolero | 19 | 12 | 5 | 4 | 3 | 12 | 12 | 0  |
|  | 4.   | Real Mamoré       | 16 | 12 | 5 | 1 | 6 | 16 | 18 | -2 |
|  | 5.   | Aurora            | 11 | 12 | 3 | 2 | 7 | 8  | 14 | -6 |
|  | 6.   | La Paz            | 10 | 12 | 2 | 4 | 6 | 18 | 25 | -7 |

### Spareggio retrocessione
Disputato tra la penultima classificata in massima serie e la seconda classificata della seconda divisione.

#### Andata
| Tarija 9 dicembre 2009                                        | Ciclón    | 1 – 1        | Wilstermann | Estadio IV Centenario |
| \| \| \| \| \| Palombizio 78’ \| Marcatori \| 83’ Olivares \| |           |              |             |                       |
|                                                               |           |              |             |                       |
| Palombizio 78’                                                | Marcatori | 83’ Olivares |             |                       |

#### Ritorno
| Cochabamba 16 dicembre 2009                                         | Wilstermann | 2 – 1         | Ciclón | Estadio Félix Capriles |
| \| \| \| \| \| Imhoff 15’ Rios 65’ \| Marcatori \| 61’ Algarañaz \| |             |               |        |                        |
|                                                                     |             |               |        |                        |
| Imhoff 15’ Rios 65’                                                 | Marcatori   | 61’ Algarañaz |        |                        |

### Fase finale

#### Quarti di finale

##### Andata
| Potosí 20 settembre 2009, ore 15:30 | Real Potosí | 0 – 0 referto | Blooming | Estadio Víctor Agustín Ugarte (7.712 spett.)\| Arbitro: \| Ortubé \| |
| Arbitro:                            | Ortubé      |               |          |                                                                      |

| Arbitro: | Gamboa |

|                          |           |                          |
| Gallegos 68’ Sillero 83’ | Marcatori | 8’ Gutiérrez 39’ Vásquez |

| Arbitro: | Maldonado |

|                     |           |          |
| Ferreira 93’ (rig.) | Marcatori | 84’ Peña |

##### Ritorno
| Arbitro: | Ortubé |

|            |           |  |
| Akerman 9’ | Marcatori |  |

| Arbitro: | Gamboa |

|                                |           |           |
| Thiago Leitão 3’ Chumacero 46’ | Marcatori | 50’ Gómez |

| Santa Cruz de la Sierra 23 settembre 2009, ore 20:30 | Oriente Petrolero | 0 – 0 referto | Bolívar | Estadio Ramón Tahuichi Aguilera (18.989 spett.)\| Arbitro: \| Maldonado \| |
| Arbitro:                                             | Maldonado         |               |         |                                                                            |

#### Semifinali

##### Andata
| Arbitro: | Orosco |

|             |           |                   |
| Vásquez 72’ | Marcatori | 26’, 35’ Ferreira |

| Arbitro: | Jordán |

|                          |           |                        |
| Méndez 17’ Peña 60’, 79’ | Marcatori | 34’ Akerman 76’ Suárez |

##### Ritorno
| Arbitro: | Gamboa |

|                                  |           |             |
| Anderson Gonzaga 61’ Werther 84’ | Marcatori | 65’ Saucedo |

| Arbitro: | Saucedo |

|             |           |  |
| Akerman 50’ | Marcatori |  |

#### Finale

##### Andata
| Arbitro: | Mancilla |

|                               |           |  |
| Luís Carlos Vieira 22’ (rig.) | Marcatori |  |

##### Ritorno
| Arbitro: | Jordán |

|             |           |            |
| Werther 34’ | Marcatori | 21’ Suárez |

### Verdetti
- Blooming campione del Clausura
- Blooming e Real Potosí in Coppa Libertadores 2010
- Oriente Petrolero e Universitario in Copa Sudamericana 2010
- Nacional Potosí retrocesso
- Guabirá promosso dalla seconda divisione

### Classifica marcatori
| Gol |  |  | Giocatore              | Squadra       |
| --- |  |  | ---------------------- | ------------- |
| 9   |  |  | William Ferreira       | Bolívar       |
| 8   |  |  | Cristián Omar Díaz     | San José      |
| 8   |  |  | Hernán Boyero          | Blooming      |
| 8   |  |  | Limberg Gutiérrez      | The Strongest |
| 8   |  |  | Pablo Osvaldo Vásquez  | The Strongest |
| 8   |  |  | Pastor Tórrez          | Real Potosí   |
| 8   |  |  | Werther                | Bolívar       |
| 6   |  |  | Carlos Enrique Saucedo | The Strongest |
| 6   |  |  | Miguel Loayza          | Real Potosí   |
| 5   |  |  | Helmut Gutiérrez       | La Paz        |